# Ning Zhongyan
Ning Zhongyan (en chino: 宁忠岩; Mudanjiang, 3 de noviembre de 1999) es un deportista chino que compite en patinaje de velocidad sobre hielo.
Ganó tres medallas de plata en el Campeonato Mundial de Patinaje de Velocidad sobre Hielo en Distancia Individual entre los años 2020 y 2025, y una medalla de oro en el Campeonato Mundial de Patinaje de Velocidad sobre Hielo en Distancia Corta de 2024.
Participó en los Juegos Olímpicos de Pekín 2022, ocupando el quinto lugar en los 1000 m y el séptimo en los 1500 m.

## Palmarés internacional
| Campeonato Mundial en Distancia Individual | Campeonato Mundial en Distancia Individual | Campeonato Mundial en Distancia Individual | Campeonato Mundial en Distancia Individual |
| Año                                        | Lugar                                      | Medalla                                    | Prueba                                     |
| ------------------------------------------ | ------------------------------------------ | ------------------------------------------ | ------------------------------------------ |
| 2020                                       | Salt Lake City (Estados Unidos)            | Medalla de plata                           | Velocidad por equipos                      |
| 2024                                       | Calgary (Canadá)                           | Medalla de plata                           | 1000 m                                     |
| 2025                                       | Hamar (Noruega)                            | Medalla de oro                             | Velocidad por equipos                      |
| Campeonato Mundial en Distancia Corta      |                                            |                                            |                                            |
| Año                                        | Lugar                                      | Medalla                                    | Prueba                                     |
| 2024                                       | Inzell (Alemania)                          | Medalla de oro                             | Clasificación general                      |